# Аргентинский антикоммунистический альянс
Антикоммунистический альянс Аргентины (исп. Alianza Anticomunista Argentina — ААА, Тriple A) — ультраправая террористическая организация (по типу эскадрона смерти), действовавшая в Аргентине 1970-х годов. Наибольшая активность ААА пришлась на период правления президента Исабель Перон (1974—1976 годы).

## Предыстория
В хустисиалистском режиме генерала Хуана Доминго Перона были заметны элементы фашистского характера. В частности, активные перонисты формировали военизированные «железные команды» типа итальянских чернорубашечников. При этом часть перонистов придерживалась левопопулистских позиций, другая — крайне правых. Те и другие практиковали террор против политических противников (от консерваторов и либералов до социалистов и коммунистов).
После свержения Перона в 1955 году левые перонисты перешли к вооружённой борьбе, создав партизанские отряды «монтонерос». Ультраправые создали националистическое движение «Такуара» (исп. Tacuara), ориентировавшееся на испанский фалангизм. С обеих сторон практиковались насильственные методы. При этом левые и правые радикалы считали себя истинными перонистами и выдвигали разнохарактерные лозунги времён правления Перона.

## Создание и первые акции
Решение о создании ААА было принято на совещании перонистского руководства 1 октября 1973 года — через неделю после повторного избрания Перона президентом Аргентины. Формирование боевой антикоммунистической структуры отчасти было спровоцировано убийством профсоюзного лидера Хосе Игнасио Руччи, личного друга Перона. Руччи был убит «монтонерос» 25 сентября. Кроме того, решение принималось под впечатлением антикоммунистического переворота в Чили, произошедшего тремя неделями ранее.
Инициатором и основателем ААА выступил ультраправый перонист Хосе Лопес Рега, бывший сотрудник полиции и боевик «железной команды». В 1973—1975 годах Лопес Рега занимал в аргентинском правительстве пост министра социального обеспечения. Он входил в близкое окружение Перона и пользовался особым влиянием на жену президента Исабель.
Актив ААА рекрутировался из отставных полицейских (им отдавалось предпочтение), политизированных люмпенов, праворадикальных студентов и членов национального автомобильного клуба. Первые удары наносились по леворадикальным представителям перонистского движения. Ещё до учреждения ААА, 20 июня 1973 года, при встрече Перона в аэропорту «Эсейса» боевики Лопеса Реги атаковали левых «монтонерос». Погибли 13 человек, несколько сотен получили ранения. Осенью правоперонистская молодёжь активно участвовала в студенческих беспорядках, применяя насилие в отношении противников.
Наиболее известные акции ААА — тяжёлое ранение леволиберального сенатора Иполито Солари Иригойена, убийство депутата Родольфо Пенья, похищение и убийство левоперонистского лидера Сильвио Фрондиси, брата бывшего президента Артуро Фрондиси. Вооружённое противоборство «монтонерос» и ААА в 1973—1975 годах являлось аргентинским вариантом свинцовых семидесятых.

## Период наибольшей активности

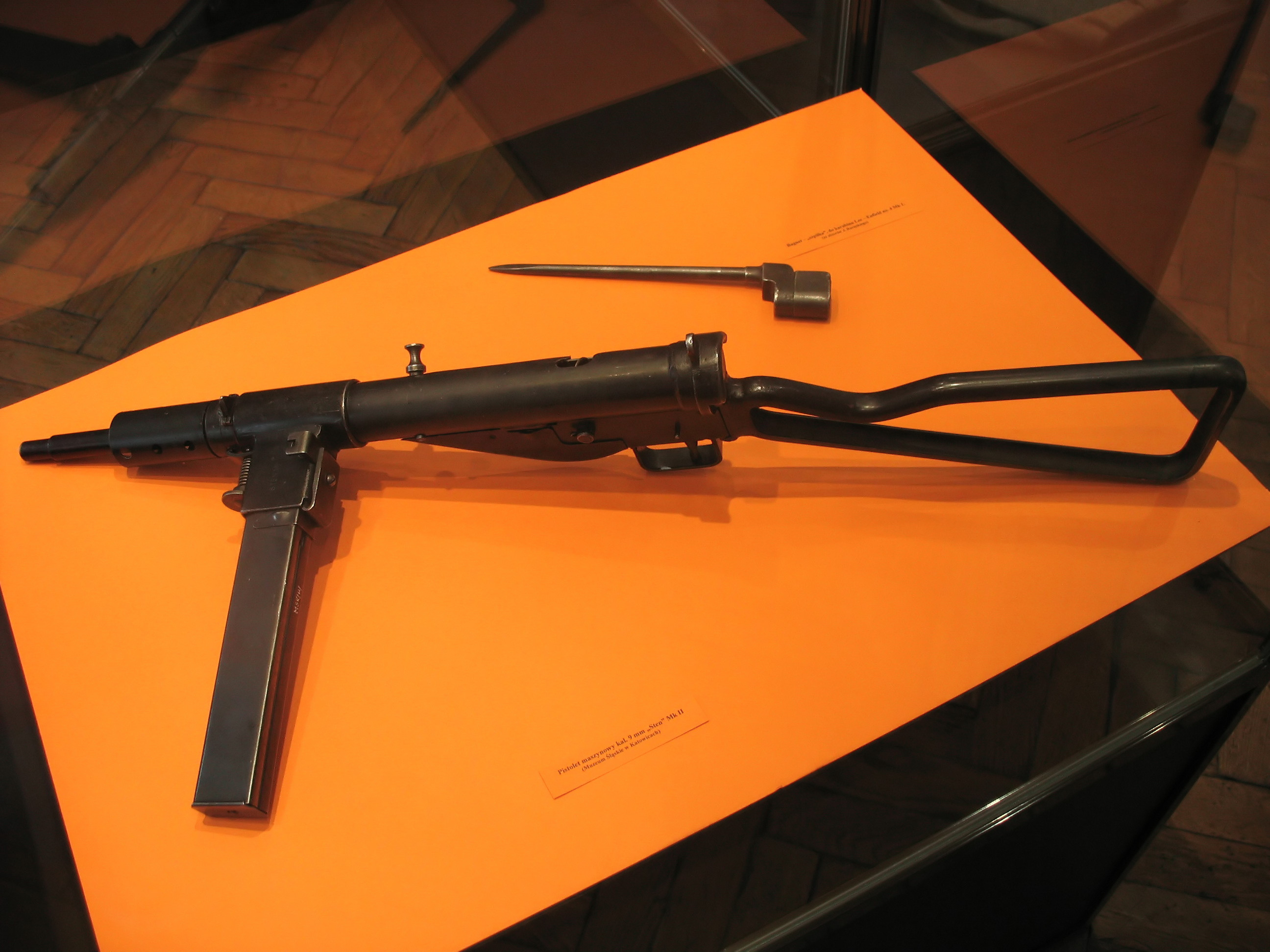
Пистолет-пулемёт STEN — одно из основных оружий ААА.

Апогей влияния ААА пришёлся на 1974 год, когда после смерти генерала Перона президентом Аргентины стала его жена Исабель. Хосе Лопес Рега приобрёл решающее влияние в правительстве. ААА финансировался из государственных средств министерства социального обеспечения. Оперативное командование ААА осуществлял отставной офицер полиции Буэнос-Айреса Родольфо Альмирон (в своё время уволенный со службы за связи с организованной преступностью). Видную роль в организации играл гангстер Анибаль Гордон.
11 мая 1974 года у здания церкви в Буэнос-Айресе был расстрелян священник Карлос Мухика, известный своими левыми взглядами и прежними связями с «монтонерос». Лопес Рега обвинил в этом убийстве боевиков «монтонерос» (Мухика не скрывал разногласий с леворадикалами по ряду вопросов). Преступление осталось нераскрытым, однако большинство наблюдателей обвиняют в нём ААА и персонально Родольфо Альмирона. В сентябре боевики ААА расправились с адвокатом Альфредо Куручетом и бывшим начальником полиции Буэнос-Айреса Хулио Трокслером. Оба принадлежали к левому крылу перонистского движения.
В ноябре 1974 года оперативники ААА совершили серию вооружённых нападений, взрывов и обстрелов в отношении левого актива организации «Перонистская молодёжь» и союзных ей левосоциалистических групп. Тогда же были застрелены Антонио и Нелида Деллерони — чета адвокатов, защищавшие левых активистов.
Максимальная интенсивность террористических атак ААА отмечалась весной 1975 года. Организация действовала как скоординированная сеть вооружённых ячеек, напоминая своих противников — «монтонерос». Несмотря на своё название, ААА действовал не только против коммунистов. Объектами ударов были представители широкого диапазона левых и либеральных направлений, католические активисты (Лопес Рега был эзотериком, масоном и антиклерикалом), другие противники правительства. По официальным аргентинским данным, за 1973—1976 годы боевиками альянса были убиты 1,5 тысячи человек — в основном левые перонисты, коммунисты и либералы, по собственным подсчётам ААА — около 10 тысяч человек. Угрозы со стороны ААА вынудили к эмиграции таких известных деятелей аргентинской науки и культуры, как математик Мануэль Садоски и актёр Эктор Альтерио.
Постепенно позиции ААА эволюционировали от правого перонизма к более жёстким моделям неофашистского «Третьего пути». Терроризм применялся как метод окончательного захвата власти и установления откровенно ультраправого режима. Деятельность ААА частично предвосхитила боливийский гарсиамесизм начала 1980-х.
Степень участия и поддержки ААА со стороны Хуана Доминго Перона и Исабель Перон остаётся предметом дискуссий. Однако очевидно, что генерал Перон санкционировал создание ААА как силовой структуры. В период своего второго президентства (1973—1974) он явно отдавал предпочтение правому крылу своего движения и в целом одобрял преследования своих левых сторонников. Гораздо теснее была связана с ААА Исабель Перон. Её политическая линия полностью коррелировалась с установками Лопеса Реги.
1 июля 1974 года скончался президент Перон. Главой государства стала его вдова, ранее занимавшая пост вице-президента. 8 августа 1974 года на заседании государственного руководства Лопес Рега выразил готовность физически ликвидировать всех лидеров оппозиции. Против выступил начальник генштаба вооружённых сил генерал Хорхе Рафаэль Видела (будущий президент Аргентины). Армейское командование с подозрением относилось к парамилитарной вольнице ААА. Аргентинские военные гражданских ультраправых небезосновательно считали не только союзниками, но и конкурентами, подрывающими государственный порядок.

## Конец ААА
Летом 1975 года социально-экономическая политика Лопеса Реги в сочетании с уличным террором спровоцировала массовое недовольство и беспорядки в Буэнос-Айресе. Верхушка генералитета потребовала от правительства экстренных стабилизационных мер. Речь шла не только о подавлении подпольных «монтонерос», но и об обуздании ААА.
11 июля 1975 года президент Исабель Перон отстранила Лопеса Регу от министерской должности и фактически выдворила из страны. Лопес Рега, Альмирон и более десятка активистов ААА отбыли в Испанию. Родольфо Альмирон стал начальником охраны консервативного франкистского лидера Мануэля Фраги Ирибарне. 9 мая 1976 года боевики ААА вместе с итальянским неофашистом Стефано Делле Кьяйе и испанскими ультраправыми приняли участие в «резне Монтехурра» — нападении на левый митинг. В результате этой акции два человека погибли.
После отставки Лопеса Реги акции ААА в Аргентине продолжались, но влияние и активность организации пошли на спад. Власти начали расследование криминальных махинаций Лопеса Реги. Под давлением военных к весне 1976 года структура ААА была в основном демонтирована. Монополия на политическое насилие утвердилась за государственными службами.
24 марта 1976 года в Аргентине произошёл переворот. К власти пришла военная хунта во главе с генералом Хорхе Виделой. Диктаторский режим повёл «Грязную войну» против левых сил. Но при этом военные власти жёстко подавляли все виды уличного терроризма, в том числе правый. Некоторые профессионалы из ААА — например, Анибаль Гордон — были приняты на службу в карательные органы. Однако воссоздать гражданскую военизированную организацию новый режим не позволил.

Страна переходит под оперативное управление Вооружённых сил. Всем гражданам рекомендуется поступать в строгом соответствии с директивами армии, полиции и служб безопасности, избегая действий, которые могут потребовать жёсткого вмешательства оперативного персонала.

Заявление «Правительства национальной реорганизации», март 1976 года

В июне 1976 года военное правительство Аргентины потребовало от Испании экстрадиции Хосе Лопеса Реги. После падения хунты демократические правительства Аргентины развернули кампанию «возмездия» в отношении оперативников «Грязной войны». Это относилось не только к военным, но и к ультраправым террористам.
Лопес Рега скрылся и несколько лет провёл в бегах. В 1986 году основатель ААА был обнаружен в Майами, арестован и передан аргентинским властям. 9 июня 1989 года Хосе Лопес Рега скончался в тюрьме. 13 сентября 1987 года также в тюрьме скончался Анибаль Гордон. Родольфо Альмирон был арестован в Испании в 2006 году, передан Аргентине и скончался, ожидая суда, 5 июня 2009 года.
В современной Аргентине деятельность ААА осуждается практически всеми политическими силами. В 2007 году, при левом правительстве действия ААА признаны преступлениями против человечности, не имеющими срока давности. Даже те, кто позитивно оценивает хунту Виделы и считает вынужденными репрессии «Грязной войны», обычно отрицательно относятся к гражданским террористам. Правые силы страны однозначно придерживаются демократической законности. Иные оценки ААА, утверждающие, что действия ААА были в какой-то мере адекватны «красной угрозе» и якобы помогли предотвратить широкомасштабный «левацкий» террор в духе перуанского «Сендеро луминосо» и колумбийских ФАРК, высказываются редко.
Идеология и методы ААА применялись ультраправыми антикоммунистическими террористами в различных странах. Наряду с Латинской Америкой, они были приняты на вооружение турецкими «Серыми волками», российским Блок «ФАКТ», французской «Националистической революционной молодёжью».

## Арест продолжателей
В июне 2012 года решением суда в Буэнос-Айресе были арестованы семь членов ультраправой группы, занимавшиеся пропагандой идей Лопеса Реги и AAA. Во главе организации состояли журналист Хорхе Конти (зять Лопеса Реги), Карлос Алехандро Вильоне (бывший секретарь Лопеса Реги в бытность его министром) и Хулио Йесси (бывший лидер молодёжной организации правых перонистов). СМИ расценили это событие как «возобновление расследования преступлений ААА».